# 長谷川昭 (地震学者)
長谷川 昭（はせがわ あきら、1945年3月 - ）は日本の地震学者、東北大学名誉教授。アメリカ地球物理学連合フェロー。日本地球惑星科学連合フェロー。

## 人物・経歴
群馬県桐生市生まれ。昭和38年3月群馬県立桐生高等学校卒業。
昭和42年3月東北大学理学部卒業。
昭和44年3月東北大学大学院理学研究科修士課程修了。
昭和46年3月東北大学大学院理学研究科博士課程中退。
昭和46年4月東北大学理学部附属青葉山地震観測所助手。昭和52年7月東北大学理学部付属地震予知観測センター助教授。昭和52年東北大理学博士。昭和53年6月カーネギー研究所客員研究員。平成元年4月東北大学理学部付属地震予知・噴火予知観測センター教授。平成5年4月京都大学防災研究所客員教授。平成10年4月東北大学大学院理学研究科附属地震・噴火予知研究観測センター教授。平成20年4月東北大学名誉教授/客員教授。科学技術学術審議会委員、科学技術学術審議会地震火山部会長、科学技術学術審議会地震調査研究推進本部政策委員、地震調査研究推進本部調査観測計画部会長、地震調査研究推進本部総合部会長。
2008年アメリカ地球物理学連合フェロー。
2014年日本地球惑星科学連合フェロー。
2017年日本学士院賞・恩賜賞 (日本学士院)受賞。
令和元年(2019年)春瑞宝中綬章受章。
令和2年(2020年)の講書始の儀の進講者に選ばれ、「沈み込み帯の地震の発生メカニズムと火山の成因」を講義した。

## 研究
典型的なプレート沈み込み帯である東北日本に高感度・高精度の地震観測網を構築し、沈み込み帯の地殻・マントル構造を地震波トモグラフィーの方法で高解像度で明らかにした。沈み込み帯における地震・火山現象が「沈み込みに伴って移動する水」によって引き起こされることを解明した。